# Mimosa bimucronata
Mimosa bimucronata es una especie de arbusto en la familia de las fabáceas. Es originaria de Sudamérica.

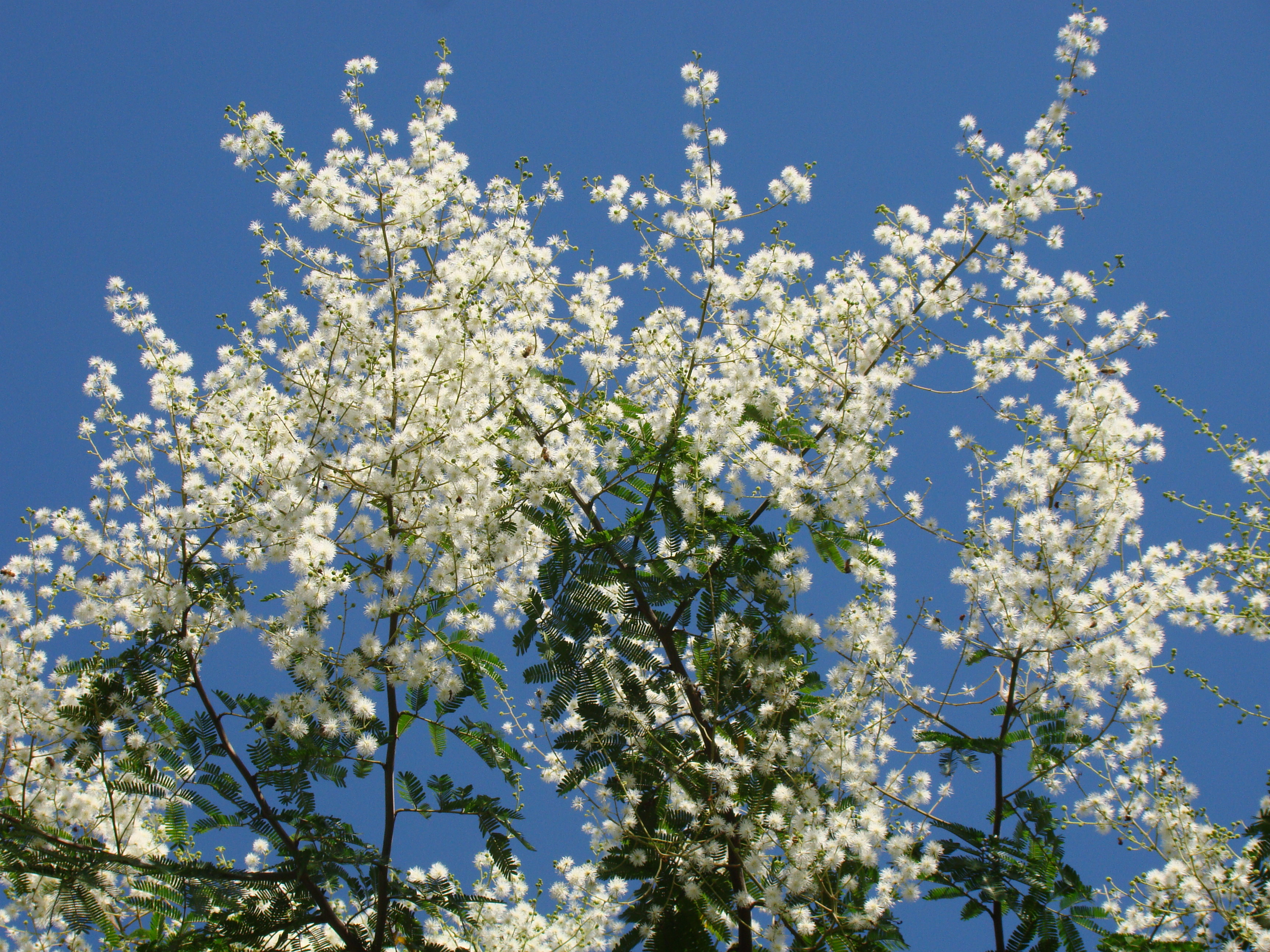
Inflorescencias

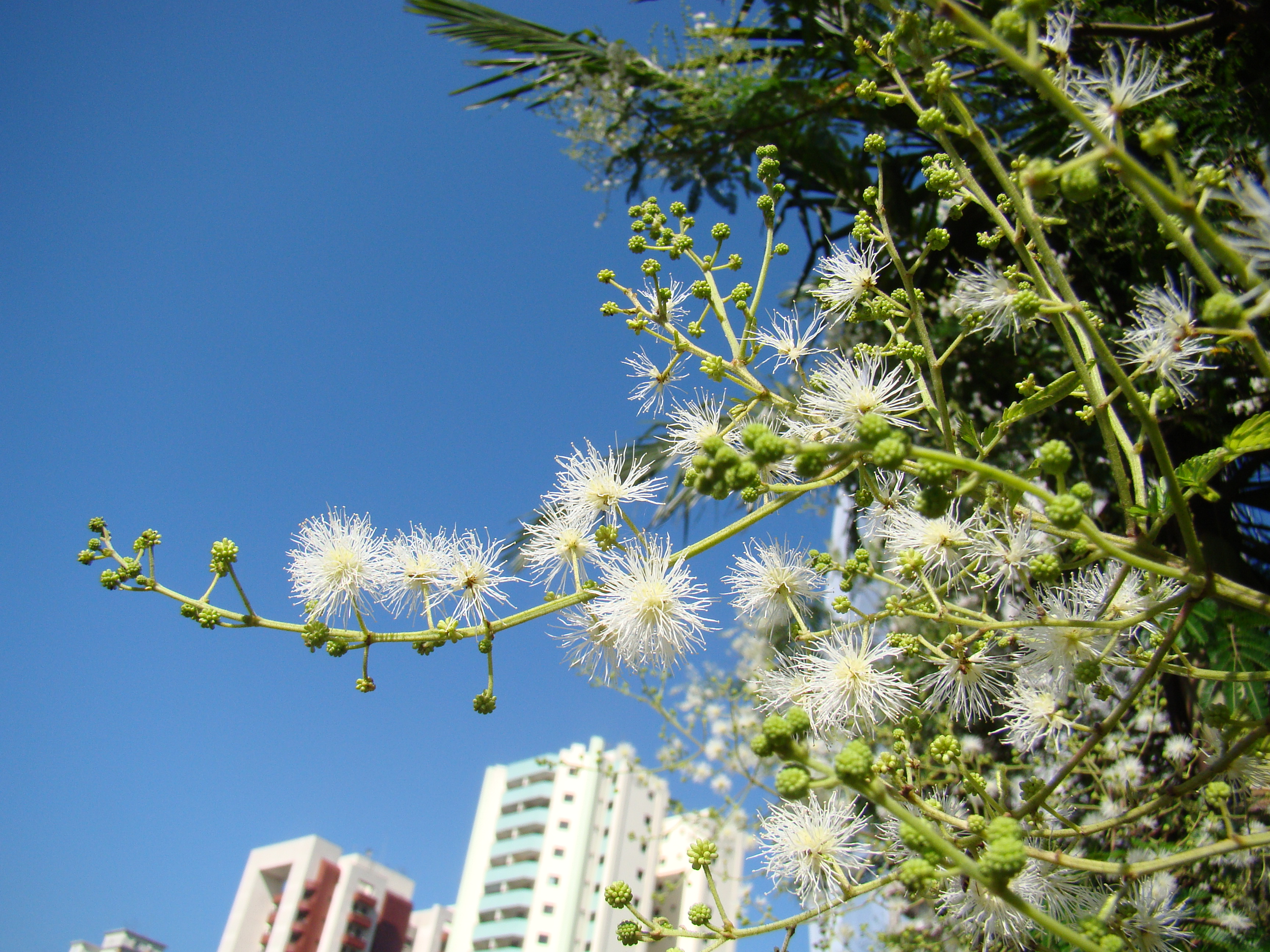
Flores

## Descripción
Es un arbusto de hoja caduca que alcanza un tamaño de 3-6 m de altura. Las ramas desarmadas en partes distales, en las partes más bajas armadas por espinas curvadas a 1 cm, densamente tomentosas de color amarillo. Pinnas 4-9 pares, 1.5-8 cm, el raquis inerme, pubescente; foliolos 12-16 pares, 5-7 lineales × 1-1.5 mm, coriáceas, glabras a puberulentos con margen ciliado, vena principal cerca del lado superior, ápice mucronado. Inflorescencia globosa, formando una panícula difusión con el compuesto, extendiendo las ramas más bajas. Flores blancas, perfumadas. Cáliz en forma de copa, diminuto. Pétalos oblongos, 2.5-4 mm, connados en la base. Estambres 8; filamentos de 4-5 mm. Ovario glabro inicialmente. Legumbre marrón, recta, con forma de cinta, 3.5-4.5 × ca. 0,6 cm, inermes, finamente reticulado venoso, generalmente con 4-8 segmentos. Semillas  ovoides, comprimidas, de 4,5 mm. Tiene un número de cromosomas de 2 n = 26 *.

## Distribución
Se encuentra en las Antillas, Guyana, Uruguay, Paraguay y en Brasil, donde se distribuye en el Cerrado y la Mata Atlántica por Maranhão, Ceará, Bahia, Goiás, Distrito Federal, Mato Grosso do Sul, Minas Gerais, Espírito Santo, São Paulo, Río de Janeiro, Paraná, Santa Catarina y Rio Grande do Sul.

## Taxonomía
Mimosa bimucronata fue descrita por (DC.) Kuntze  y publicado en Revisio Generum Plantarum 1: 198. 1891.
Etimología
Mimosa: nombre genérico derivado del griego μιμος (mimos), que significa "imitador"
bimucronata: epíteto latino que significa "con dos bordes".
Variedades
- Mimosa bimucronata var. adenocarpa Hassl.

Sinonimia
- Acacia bimucronata DC.	basónimo
- Mimosa sepiaria Benth.
- Mimosa stuhlmannii Harms
- Mimosa thyrsoidea Griseb.

var. adenocarpa Hassl.
- Mimosa bimucronata subsp. sepiaria (Benth.) Hassl.[6]